# واندا وایی
واندا وایی (مجاری: Vanda Vályi؛ زادهٔ ۱۳ اوت ۱۹۹۹) بازیکن واترپلو زن اهل مجارستان است.